# Slovjansk
Slovjansk (ukrainska: Слов'янськ uttal (fil); ryska: Славянск, Slavjansk), är en stad med 138 450 invånare i Donetsk oblast (provins) i östra Ukraina, belägen vid floden Kazennyj Torets utlopp i Donets. Staden är särskilt känd som kurort med salt- och gyttjebad.

## Historia

### Bakgrund och översikt
Under tsartiden tillhörde staden guvernementet Charkov och hade 1 644 invånare (1897). I centrum för näringslivet var då  saltsjuderier och spannmålshandel. I närheten låg flera källor och sjöar, innehållande salt, varför handeln med denna produkt var särdeles livlig.
Under sovjettiden utvecklades Slovjansk till en industristad och kurort. 1939 hade orten 75 542 invånare. Som industristad har Slovjansk bergsaltbrott samt tillverkning av elektrotekniskt porslin, glas och kemikalier.

### Slaget om Slovjansk
13 april 2014 dödades tre personer och sju skadades i vad den ukrainska regeringen kallade en "antiterroristoperation" i Slovjansk, där en polisstation dagen innan blev ockuperad av rysksinnade regeringsmotståndare.
Två av de döda var regeringsmotståndare och den tredje var chefen för den regeringstrogna säkerhetstjänsten SBU:s antiterrorenhet. Han dog vid en vägspärr utanför staden då rysksinnade regeringsmotståndare kom i öppen eldstrid med säkerhetsstyrkorna.
Regeringsmotståndarna och vad som beskrivs som "oidentifierade uniformerade män" byggde barrikader utanför flera ockuperade byggnader. Vägspärrar byggdes upp i utkanterna av staden och på en del av dem tändes eld på bildäck. Regeringsmotståndarna organiserade proryska civila, många av dem äldre kvinnor, som bildade levande sköldar vid vägspärrar och barrikader. Stadens borgmästare Nelja Stepa flydde och kontrollen över staden togs över av de regeringsfientliga demonstranterna.
Därefter skedde återkommande strider i området mellan regeringsmotståndare (så småningom organiserad som en prorysk milis) och ukrainska styrkor. I månadsskiftet juni/juli (knappt tre månader senare) drogs större ukrainsk militär samman i regionen, och norrifrån gjordes inringningsaktioner där mindre städer i området intogs. 5 juli drog sig de proryska styrkorna tillbaka söderut mot Horlivka och lämnade i praktiken över den norra delen av oblastet i ukrainska händer.